# Ashtabula montana
Ashtabula montana är en spindelart som beskrevs av Arthur M. Chickering 1946. Ashtabula montana ingår i släktet Ashtabula och familjen hoppspindlar. Inga underarter finns listade.